# Fuentes (Familienname)
Fuentes ist ein spanischer Familienname.

## Herkunft und Bedeutung
Fuentes ist ein Herkunftsname für Personen, die aus einem Ort namens Fuentes stammen.

## Namensträger
- Alfredo Felipe Fuentes (1949–2025), kubanischer unabhängiger Journalist und Dissident
- Alfredo Vidal y Fuentes (1863–1926), uruguayischer Politiker
- Alicia Fuentes (* 1978), spanische Fußballspielerin
- Amado Carrillo Fuentes (1956–1997), mexikanischer Verbrecher
- Amador Fuentes (* 1943), mexikanischer Fußballspieler
- Andrea Fuentes (* 1983), spanische Synchronschwimmerin
- Braulio Sánchez Fuentes (1922–2003), mexikanischer Ordensgeistlicher, Prälat von Mixes
- Camila Fuentes (* 1995), mexikanische Tennisspielerin
- Carlos Fuentes (1928–2012), mexikanischer Schriftsteller
- Carlos Fuentes (Fußballspieler) (* 1968), chilenischer Fußballspieler
- Carlos Fuentes Cáceres (* 1950), mexikanischer Botschafter
- Carlos Lima Fuentes (* 1970), Schweizer Handballspieler und -trainer
- César Fuentes (* 1993), chilenischer Fußballspieler
- Daisy Fuentes (* 1966), kubanische Moderatorin, Model und Schauspielerin
- Daniel Fuentes (* 1974), kubanisch-uruguayischer Radrennfahrer
- Diana Fuentes (* 1985), kubanische Musikerin
- Edgardo Fuentes (* 1958), chilenischer Fußballspieler
- Eduardo Ernesto Fuentes Duarte (1941–1997), guatemaltekischer römisch-katholischer Geistlicher, Bischof von Sololá-Chimaltenango
- Eufemiano Fuentes (* 1955), spanischer Sportmediziner
- Eufemio Fuentes, chilenischer Fußballspieler
- Fabricio Fuentes (* 1976), argentinischer Fußballspieler
- Fernando de Fuentes (1894–1958), mexikanischer Filmregisseur, Filmproduzent und Drehbuchautor
- Giorgio Fuentes (1756–1821), italienisch-deutscher Bühnenmaler
- Gregorio Fuentes (1897–2002), kubanischer Kapitän zur See
- Gregorio López y Fuentes (1897–1966), mexikanischer Autor
- Ignacio Fuentes (Jóse Ignacio Ismael Fuentes Godinez), guatemaltekischer Fußballschiedsrichter
- Iris Fuentes-Pila (* 1980), spanische Mittelstreckenläuferin
- Ismael Fuentes (* 1981), chilenischer Fußballspieler
- Ismael Gómez Fuentes (1878–1934), salvadorianischer Diplomat
- Jaime Rafael Fuentes Martín (* 1945), uruguayischer Priester, Bischof von Minas
- Johan Fuentes (* 1984), chilenischer Fußballspieler
- Jonathan Darío Fuentes Garín (* 1982), uruguayischer Fußballschiedsrichter
- José Francisco Fuentes Esperón (1966–2009), mexikanischer Politiker
- José Miguel Ramón Idígoras Fuentes (1895–1982), Präsident von Guatemala (1958–1963)
- Juan Fuentes (Fußballspieler) (* 1995), chilenischer Fußballspieler
- Juan Alberto Fuentes (* 1952), kanadisch-guatemaltekischer Ökonom und Politiker
- Juan Francisco Fuentes (* 1955), spanischer Historiker
- Juan Manuel Fuentes (* 1977), spanischer Fußballspieler
- Juan Rafael Fuentes (* 1990), spanischer Fußballspieler
- Luis Fuentes (Fußballspieler, 1971) (* 1971), chilenischer Fußballspieler
- Luis Fuentes (Fußballspieler, 1986) (* 1986), mexikanischer Fußballspieler
- Luis Fuentes (Fußballspieler, 1995) (* 1995), chilenischer Fußballspieler
- Luisa Fuentes (1948–2025), peruanische Volleyballspielerin
- Lupe Fuentes (* 1987), kolumbianische Pornodarstellerin
- Manuel Fuentes (* 1964), deutscher Ringer und Funktionär
- Michael Fuentes Vadulli (* 1998), chilenischer Fußballspieler, siehe Michael Vadulli
- Miguel Fuentes (Ruderer) (* 1947), mexikanischer Ruderer
- Miguel Fuentes (Fußballspieler, 1964) (* 1964), spanischer Fußballspieler
- Miguel Fuentes (Fußballspieler, 1971) (* 1964), mexikanischer Fußballtorwart
- Mike Fuentes (* 1984), US-amerikanischer Musiker
- Moisés Fuentes (1985–2022), mexikanischer Boxer
- Nick Fuentes (* 1998), US-amerikanischer Rechtsextremer
- Nicolás Fuentes (1941–2015), peruanischer Fußballspieler
- Norberto Fuentes (* 1943), kubanischer Journalist und Schriftsteller
- Patricio Fuentes (* 1995), spanischer Eishockeyspieler
- Pedro Henriquez de Acevedo y Toledo, Graf von Fuentes (Conde de Fuentes) (1525–1610), spanischer Gouverneur von Mailand und Auftraggeber des Forte di Fuentes
- Pedro Luis Fuentes Valencia (* 1968), bolivianischer Ordensgeistlicher, Weihbischof in La Paz
- Rafael Fernando Fuentes Boettiger (1901–1971), mexikanischer Diplomat
- Ricardo Lindo Fuentes (1947–2016), salvadorianischer Lyriker, Erzähler, Dramatiker und Essayist
- Rigoberto Fuentes (Rigoberto Fuentes Galeano, * 1990), nicaraguanischer Fußballspieler
- Ronald Fuentes (* 1969), chilenischer Fußballspieler
- Rubén Fuentes (1926–2022), mexikanischer Violinist und Komponist
- Sammy Fuentes (* 1964), puerto-ricanischer Boxer
- Sebastián Fuentes (* 1987), uruguayischer Fußballspieler
- Susan Fuentes (1954–2013), philippinische Musikerin
- Susy Fuentes Bazán (* 1977), bolivianische Botanikerin
- Thelma Nohemí Fuentes (* 1992), guatemaltekische Leichtathletin
- Tina Fuentes (Malerin) (Christina Guerrero Fuentes; * 1949), US-amerikanische Malerin und Hochschullehrerin
- Tina Fuentes (Synchronschwimmerin) (1984–2018), spanische Synchronschwimmerin
- Val Fuentes (* 1947), US-amerikanischer Schlagzeuger
- Vic Fuentes (* 1983), US-amerikanischer Rockmusiker
- Vicente Carrillo Fuentes (* 1962), mexikanischer Drogenboss
- Yeisi Fuentes (* 2001), panamaische Fußballspielerin